# Ghiacciaio Recoil
Il ghiacciaio Recoil è un ghiacciaio lungo circa 20 km situato nella parte nord-occidentale della Dipendenza di Ross, nell'Antartide orientale. Il ghiacciaio, il cui punto più alto si trova a circa 2800 m s.l.m., si trova nell'entroterra della costa di Borchgrevink e della costa di Scott, dove si forma scendendo dal versante nord-orientale della dorsale Deep Freeze, e fluisce verso est, costeggiando il versante meridionale della cresta Archambault fino unire il suo flusso a quello del ghiacciaio Campbell.

## Storia
Il ghiacciaio Recoil è stato così battezzato dai membri del reparto settentrionale della spedizione neozelandese di ricognizione geologica antartica svolta nel 1962-63, poiché si disse che lì un geologo sarebbe rimasto disgustato ("recoiled in disgust" in inglese) dal trovare, contrariamente a quando ci si sarebbe aspettati, una zona di scarso interesse geologico.